# Matt Sydal
Matt Sydal, pseudonimo di Matthew Joseph Korklan (Saint Louis, 19 marzo 1983), è un wrestler statunitense, sotto contratto con la All Elite Wrestling.
Sydal è altresì noto per i suoi trascorsi in WWE, tra il 2008 e il 2014, dove si esibiva come Evan Bourne. Nella federazione di Vince McMahon, ha vinto una volta il WWE Tag Team Championship con Kofi Kingston.
Ha inoltre combattuto anche nella New Japan Pro-Wrestling, dove ha vinto due volte l'IWGP Junior Heavyweight Tag Team Championship con Ricochet e una volta il NEVER Openweight 6-Man Tag Team Championship con lo stesso Ricochet e Satoshi Kojima.

## Carriera

### Getaway Championship Wrestling (2000–2003)
Korklan fa parte del team di wrestling nella sua High School. Nel frattempo comincia anche ad allenarsi alla Getaway Championship Wrestling. Dopo tre mesi di allenamento, Korklan inizia a fare wrestling per la GCW il 20 ottobre del 2000. Korklan combatte anche nella Saint Paul Wrestling Organization con il nome di Lance Sydal.
Nel 2003, forma una stable in GCW, chiamata Operation: Shamrock. Inoltre, Sydal e uno dei componenti della stable, Billy McNeil formano un tag team. Operation. Shamrock ha una rivalità con la fazione Ministry of Hate, capeggiata da Nikki Stychinine.

### Circuito indipendente (2003–2004)
Korklan debutta nella IWA Mid South nel novembre del 2003, combinando due dei suoi vecchi ring name in uno nuovo: Matt Sydal. Vince il suo primo titolo, l'IWA Mid-South Light Heavyweight Championship, il 17 gennaio 2004, a Highland, Indiana, sconfiggendo J.C. Bailey. Sydal perde il titolo contro il suo nemico Delirious il 26 giugno 2004. Sydal si unisce alla NWA Midwest nello stesso anno, e il 30 luglio sconfigge Justin Kage per il NWA Midwest X Division Championship, che perde di nuovo contro Delirious dopo averlo mantenuto per più di un anno. Riviince la cintura quando fa coppia con Daizee Haze in un Intergender Match contro Delirious e MsChif. L'unica regola del match prevedeva che il wrestler maschio del team vincente sarebbe uscito campione al termine dell'incontro. Haze schiena MsSchif vincendo così per Sydal il titolo di Delirious. Sydal perde la corona contro Jayson Strife circa quattro mesi dopo, prima di lasciare la promotion.
Sydal ha affrontato diverse top stars del circuito indipendente durante il suo stint in IWA. Ha perso tre incontri con Allen Jones, vedendosela anche con wrestlers dal calibro di CM Punk, Chris Sabin e Hate Webb. Il 24 settembre 2005 vince il quinto Ted Petty Invitational Tournament, sconfiggendo El Generico, Tyler Black, e Sabin, ed eliminando Kevin Steen e Arik Cannon in finale..

### Total Nonstop Action (2004–2005)
Sydal fa parte del primo Pay Per View della storia della Total Nonstop Action Wrestling Victory Road nel novembre 2004, come partecipante di un X Division gauntlet match a 20 uomini. Fa anche parte di un sondaggio online per Sacrifice dove il vincitore avrebbe sfidato Christopher Daniels per il TNA X Division Championship. Sydal, assieme a Jay Lethal e Roderick Strong, perde il sondaggio a favore di Austin Aries. Durante il suo stint in TNA, Sydal viene principalmente utilizzato come jobber.

### Ring of Honor (2005–2007)
Il 23 aprile 2005, debutta nella Ring of Honor, sconfiggendo il suo nemico storico, Delirious. Dopo un breve feud con Trent Acid, Sydal fa coppia con Fast Eddie Vegas negli “Air Devils” (nome votato dai fans della ROH stessa). Solo una volta però, perché il 25 febbraio 2005, dopo che Eddie gli volta le spalle, si allea con The Embassy. Il 12 agosto 2005 viene introdotto nella Generation Next. Sul finire del 2005 Daizee Haze volta anch'essa le spalle a Sydal, lasciando la Generation Next per unirsi con The Embassy. La Generation Next e The Embassy si affrontano in un numerosi match a squadre, con il feud che culmina in uno Steel Cage Warfare Match il 3 dicembre a Steel Cage Warfare, dove la Generation Next trionfa.
Dopo aver affrontato diverse volte AJ Styles, i due fanno coppia per sfidare i detentori dei ROH World Tag Team Championship Austin Aries e Roderick Strong . Sydal fa team anche con Samoa Joe) e Jack Evans, per cercare di vincere i Tag Team Titles. Sydal arriva in finale nel Survival Of The Fittest 2006, dove però perde contro Delirious. Sydal e Delirious portano la loro rivalità anche in ROH, e combattono diversi match durante l'estate e durante la fine del 2006.
Il 25 novembre Sydal fa coppia con Christopher Daniels e sconfigge i Kings Of Wrestling (Chris Hero e Claudio Castagnoli) conquistando i ROH World Tag Team Championship. Sydal e Daniels difendono con successo i loro titoli contro Shingo e CIMA il 22 dicembre. I due però perdono il titolo il 24 febbraio 2007, contro i Briscoe Brothers (Jay e Mark Pugh). Dopo diversi tentativi di rivincere le cinture con Castagnoli andati a vuoto, Sydal si unisce a Larry Sweeny e alla sua stable, che include anche Hero, Sara Del Rey e Tank Toland. Perde un match contro Mike Quackenbush nel primo round del ROH Race To The Top Tournament. Sydal finisce il suo stint nella ROH il 15 settembre 2007 a Man Up, in un match vinto contro Delirious, lo stesso uomo con il quale aveva debuttato.

### Ohio Valley Wrestling (2007–2008)
Dopo il fallimento della WSX che rende dunque Sydal un free agent, il wrestler firma un contratto di sviluppo con la World Wrestling Entertainment. Sydal fa il suo debutto nella Ohio Valley Wrestling il 10 ottobre 2007, sconfiggendo Jamin Olivencia. Nel dicembre dello stesso anno, batte Mike Kruel e vince il OVW Heavyweight Championship. Il 7 febbraio 2008 la WWE cessa la sua partnership con la OVW. In seguito a ciò Sydal perde il titolo contro Jay Bradley il 13 febbraio. Sydal dunque si sposta nella nuova federazione di sviluppo della WWE, la Florida Championship Wrestling e fa il suo debutto il 22 marzo sconfiggendo TJ Wilson, prima di venire promosso al roster principale.

### World Wrestling Entertainment (2008–2014)

#### ECW(2008–2009)
Nell'edizione della ECW del 3 giugno 2008 fa il suo debutto televisivo dove perde per count out in un match con Shelton Benjamin. La settimana seguente fu assegnato al roster ECW con il ring name Evan Bourne. Evan, trionfa in un Tag Team Match, dove assieme a Kofi Kingston sconfigge Mike Knox e Shelton Benjamin. Nelle puntate successive batte Matt Striker, Nunzio, e Chavo Guerrero, utilizzando come finisher la Shooting Star Press. In seguito, si allea con Rey Mysterio per aiutarlo nel suo feud con Kane. La Big Red Machine e Bourne si affrontano nell'800ª puntata di RAW, in un incontro vinto dallo stesso Kane. La popolarità di Bourne sale sempre più e le sue mosse acrobatiche lo rendono uno dei beniamini del pubblico in un men che non si dica. Dopo molteplici apparizioni nel roster rosso della WWE, Bourne si guadagna il diritto di prendere parte al ballottaggio valido per decretare lo sfidante di Matt Hardy al titolo ECW in quel Cyber Sunday. Il pubblico sceglie proprio lui, ma a vincere il match è Matt Hardy.
Durante la puntata di ECW del 28 ottobre 2008 si è infortunato gravemente mentre era impegnato in un six-man tag team match.
Gli esami effettuati nei giorni successivi hanno accertato la rottura del legamento mediale della caviglia, detto anche deltoide, e perciò per lui sono confermati i quattro mesi di stop ipotizzati al momento dell'infortunio.. Bourne è tornato a calcare il ring nel corso nella puntata del 17 marzo 2009 di ECW on SyFy, battendo Jamie Noble.

#### Varie faide (2009–2011)

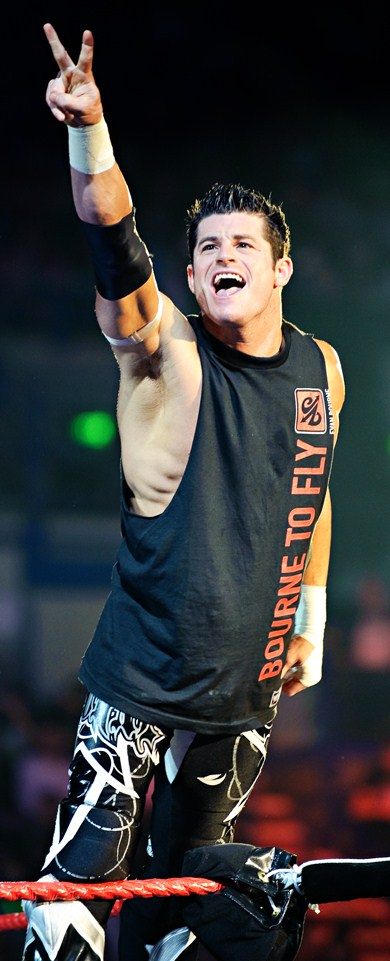
Matt Sydal nel 2009

Evan Bourne passa nel roster di Raw nell'edizione successiva al PPV The Bash.
Il suo debutto fu in un Gauntlet match contro Randy Orton dove però vinse Orton con una super RKO. Poche settimane dopo, a Raw, Evan riesce a sconfiggere il campione degli Stati Uniti Kofi Kingston in un not-title match, alla fine dell'incontro i due vengono attaccati da Big Show. La settimana successiva Evan Bourne perde proprio contro Big Show. Finito il match Big Show cerca di infierire su Evan ma interviene Kofi a salvare il giovane atleta. Nella puntata di Raw del 27 luglio 2009 Evan viene scelto come avversario di Jack Swagger nel Beat The Clock Challenge vincendo il match in poco più di 3 minuti; sfortunatamente solo Swagger in caso di vittoria avrebbe avuto una title-shot. In un episodio di Raw riesce a mettere fine all'imbattibilità di Jack Swagger. Alle Survivor Series viene inserito nel team di John Morrison dove riesce ad eliminare Dolph Ziggler dopo essere subito eliminato da Drew McIntyre e alla fine il team di The Miz si aggiudica il match. Nella puntata della ECW del 29 dicembre 2009 si è qualificato per la finale del torneo ECW Homecoming battendo Mike Knox. Nella puntata di Superstars del 4 febbraio, sconfigge Carlito. A Wrestlemania XXVI esce sconfitto dal Money in the Bank Ladder Match. Nella puntata di Superstars dell'8 aprile, in coppia con Yoshi Tatsu sconfigge Chavo Guerrero e Zack Ryder. Nella puntata di Raw del 31 maggio 2010 sfida la "Rated R Superstar" Edge per prendere il suo posto al Ppv Fatal Four Way, ma il canadese lo stende con la sua Spear. La stessa sera si prende la sua rivincita sconfiggendo nel Main Event Edge e Sheamus insieme a John Cena in un Tag-Team Match, dove sostituisce l'infortunato Randy Orton. A Fatal 4-Way sconfigge Chris Jericho. Nel PPV Money In The Bank prende parte all'omonimo match, ma dopo essere andato vicinissimo alla vittoria si aggiudica la contesa The Miz.
A Night of the Champions 2010 non riesce a diventare Campione di coppia WWE insieme a Mark Henry. Nella edizione di Raw del 25 ottobre si infortuna in un match contro CM Punk.
Ritorna nella puntata di Raw del 28 febbraio, dove sconfigge Sheamus con l'Air Bourne. Nel Dark match della puntata di Raw del 7 marzo sconfigge Ted DiBiase Jr.. Il 21 marzo, sempre a Raw, viene sconfitto dallo US Champion Sheamus. A WrestleMania XXVII, Evan Bourne partecipa al dark match, una 22-man battle royal dalla quale viene però eliminato. Nella puntata di Raw dell'11 aprile, Bourne partecipa ad un 8-man tag team match insieme a Santino Marella, Mark Henry e Daniel Bryan ma i quattro vengono sconfitti da Il Corre a causa dello schienamento di Heath Slater su Santino Marella. Nella puntata di Raw dedicata al Draft 2011, Evan Bourne partecipa alla battle royal SmackDown vs Raw dove però viene eliminato da Big Show. Nella puntata di Superstars del 5 maggio sconfigge Zack Ryder. Nella puntata di Superstars del 19 maggio perde nel main event contro Drew McIntyre. Il 23 maggio combatte a Raw perdendo nuovamente contro Jack Swagger. Il 30 maggio a Raw, in una rivincita, riesce a vincere contro Jack Swagger. Nella puntata di Raw All Star Night del 13 giugno, Bourne e Kofi Kingston sconfiggono in un match di coppia Jack Swagger e Dolph Ziggler. A WWE Capitol Punishment Evan Bourne sconfigge Jack Swagger. Nella puntata di Raw Power to the people perde contro Mason Ryan. Nella puntata della Raw Roulette del 27 giugno, Evan Bourne perde contro Sin Cara in un No-Count Out Match deciso dalla Raw Roulette. A WWE Money in the Bank Bourne parteciperà al Raw Money in the Bank Ladder Match con Alex Riley, Alberto Del Rio, Rey Misterio, Jack Swagger, Kofi Kingston, R-Truth e The Miz. Nella puntata di Raw del 4 luglio, Bourne accorre in aiuto di Sgt. Slaughter al termine del match contro Swagger. Nella puntata di Raw dell'11 luglio, in coppia con Kofi Kingston e Alex Riley, sconfigge The Miz, R-Truth e Jack Swagger. Nel PPV Money in the Bank, non riesce a vincere l'omonimo match, vinto da Alberto Del Rio. Nella puntata di Superstars dopo il PPV, sconfigge Primo ad un match. Nella puntata di Raw del 25 luglio, Evan Bourne perde contro Dolph Ziggler, mentre in quella del 1º agosto perde contro Alberto Del Rio.

#### Alleanza con Kofi Kingston e infortunio (2011–2013)

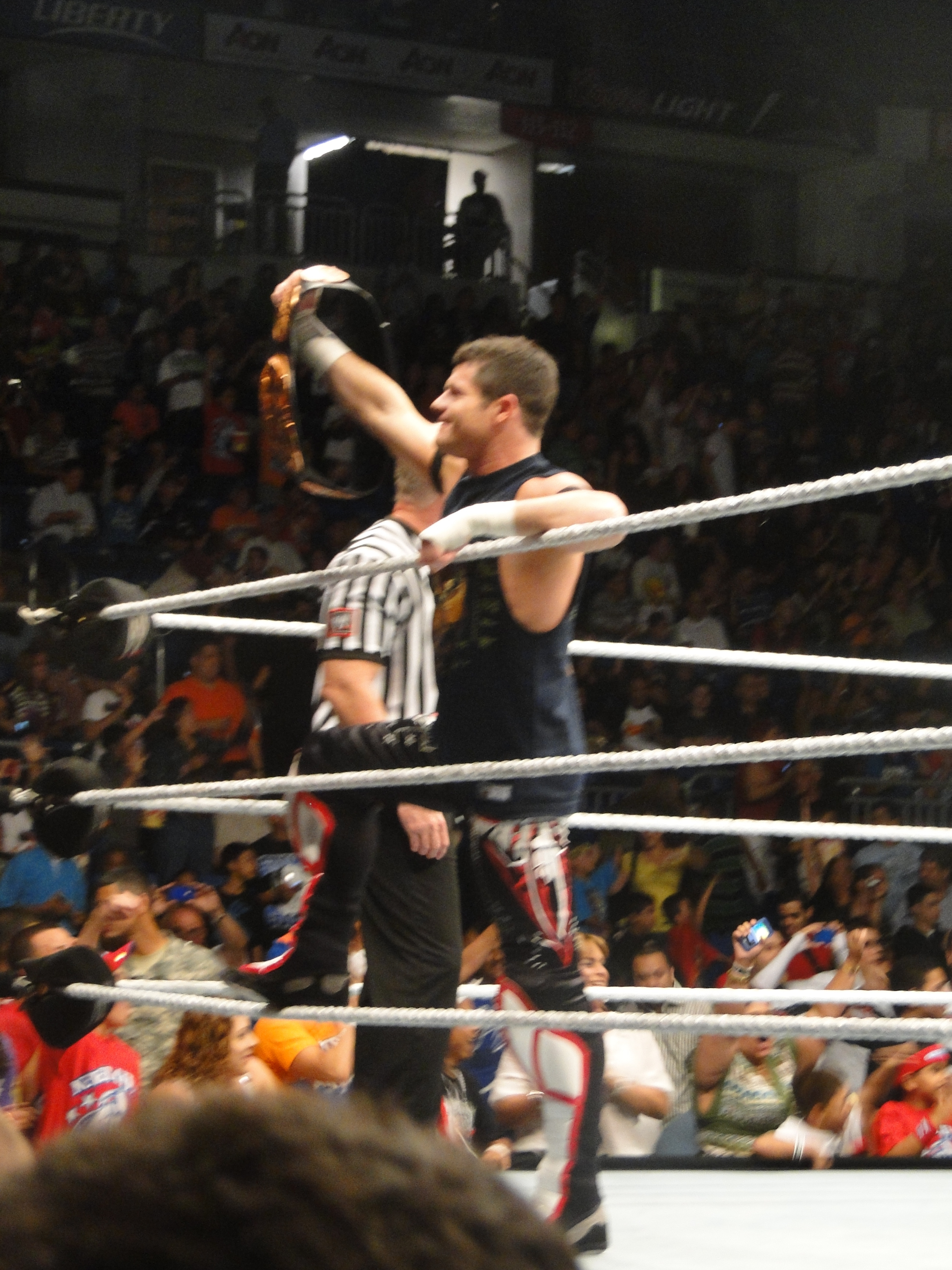
Evan Bourne con il WWE Tag Team Championship

Nella puntata di Superstars dell'11 agosto, Evan Bourne perde un match di coppia insieme a Santino Marella contro i campioni di coppia David Otunga e Michael McGillicutty. Nella puntata di Raw del 15 agosto vince un match con Kofi Kingston contro i campioni di coppia Otunga e McGillicutty. La settimana seguente conquista, insieme a Kofi Kingston, il WWE Tag Team Championship. Nella puntata di Raw Super Show del 29 agosto, difendono le loro cinture con successo contro gli ex-campioni. La settimana dopo, gli Air-Boom, sconfiggono in un match non titolato The Great Khali & Jinder Mahal. Nella puntata di SmackDown del 16 settembre perde contro R-Truth. A Night of Champions sconfiggono gli Awesome Truth conservando i titoli di coppia. La sera dopo, a Raw, Evan vince un 8-man tag team match insieme al suo compagno Kofi, Sheamus e Justin Gabriel contro David Otunga, Michael McGillicutty, Wade Barrett e Christian. Nella puntata di SmackDown del 23 settembre, gli Air Boom sconfiggono gli Usos. Nella puntata di Raw del 26 settembre, gli Air Boom e Zack Ryder affrontano in un 6-Man Tag team match Dolph Ziggler, Jack Swagger e Mason Ryan, vincendo grazie al tradimento di quest'ultimo. A SmackDown del 30 settembre perde un match contro Jack Swagger, a causa dell'intervento di Vickie Guerrero. A Hell in a Cell gli Air Boom sconfiggono Dolph Ziggler e Jack Swagger, rimanendo campioni di coppia. Nella puntata di Raw post PPV, vince un 12-Man Tag Team Match facendo squadra con Sheamus, John Cena, Kofi Kingston, CM Punk e Mason Ryan, sconfiggendo Alberto Del Rio, Christian, David Otunga, Dolph Ziggler, Jack Swagger e Cody Rhodes. A SmackDown del 7 ottobre gli Air Boom perdono un match contro Dolph Ziggler e Jack Swagger. Nella puntata di Superstars antecedente a Vengeance, battono nel main event della puntata la strana coppia formata da Drew McIntyre e Michael McGillicutty. A Vengeance gli Air Boom sconfiggono nuovamente Ziggler & Swagger conservando i titoli di coppia. La settimana successiva al PPV, gli Air Boom vincono prima a Superstars contro JTG e Primo e, il giorno seguente a SmackDown, vengono battuti dagli Awesome Truth. Nello speciale di Halloween del 31 ottobre gli Air Boom vengono sconfitti da Cody Rhodes e Wade Barrett. Nella giornata seguente viene ufficializzato sul sito della WWE la sospensione di Evan Bourne, dopo che quest'ultimo è stato trovato positivo ai test del Wellness program.
L'8 dicembre, nel corso della puntata di Superstars, fa il suo ritorno sul ring, perdendo però contro Epico. Nell'edizione di Superstars del 15 dicembre, gli Air Boom perdono contro Epico & Primo, che diventano primi sfidanti alle cinture di coppia. a TLC 2011 però, riescono a battere Epico & Primo e mantengono le cinture. Nelle ultime due puntate di Superstars del 2011, gli Air Boom battono Curt Hawkins e Tyler Reks. Anche il 2012 inizia con una vittoria quando Bourne batte Epico a Superstars. Nella puntata di Superstars del 12 gennaio, batte Michael McGillicutty dopo una Air Bourne. Il 15 gennaio 2012, in un house show non ripreso dalle telecamere a Oakland, perdono i titoli di coppia, vinti da Primo e Epico. Vengono sconfitti nuovamente dai portoricani il 16 gennaio a Raw nel rematch valevole per il titolo.
Il 17 gennaio sul proprio sito ufficiale, la WWE ha comunicato che Evan Bourne è stato sospeso per 60 giorni poiché ritrovato per la seconda volta positivo ai controlli del Wellness program.
Il 23 marzo ha un grave incidente stradale che gli ha procurato una frattura esposta e in quattro punti del piede.

#### NXT(2013–2014)
Bourne ritorna ad NXT sconfiggendo, dopo un match molto combattuto, Sami Zayn.
Il 12 giugno 2014 fu licenziato.

### Ritorno a Impact Wrestling (2017–2018)
Il 27 aprile 2017 Impact Wrestling ha annunciato il ritorno di Matt Sydal nel suo roster, su Facebook, la stessa sera a Impact ha debuttato battendo Trevor Lee. Il 4 maggio, batte Eddie Edwards.
Il 17 agosto a Impact, batte Lashley.
Il 7 settembre ad Impact, ha perso contro Eli Drake e non ha vinto il GFW Global Championship.
Il 12 ottobre A Impact, fa squadra con Sonjay Dutt e Petey Williams e sconfigge Trevor Lee, Andrew Everett e Caleb Konley, dopo la partita discute con i suoi partner per essere in grado di affrontare Lee per il campionato X-Division a Bound for Glory.
Il 9 novembre a Impact, batte Sonjay Dutt. Il 30 novembre a Impact, ha sconfitto Tyson Dux.

#### Impact Grand Champion e X-Division Champion (2017-2018)
Il 25 gennaio a Impact, batte EC3 e diventa Impact Grand Champion. Il 1º febbraio ad Impact, ha mantenuto il titolo battendo Fallah Bahh. L'8 febbraio ad Impact, si allea con Ishimori e insieme sconfiggono El Hijo del Fantasma e Raju. Il 15 febbraio a Impact, Matt Sydal e Johnny Impact hanno perso contro Ethan Carter III e Tyrus.
Il 22 febbraio, mantiene il titolo battendo Petey Williams. Durante Crossroads 2018, in onda 8 marzo, ha sconfitto Taiji Ishimori, ha mantenuto l'Impact Grand Championship e ha vinto l'Impact X Division Championship da Ishimori, tenendo così entrambi i titoli contemporaneamente.
Durante la puntata di Impact è andata in onda 15 marzo, rivela che Josh Matthews è la sua guida spirituale e gli offre l'Impact Grand Championship, ma il regno di Sydal rimane ininterrotto. Il 22 Marzo a Impact, batte Rohit Raju e mantiene il titolo X-Division. Il 29 marzo a Impact, ha perso il suo Impact Grand Championship contro Austin Aries.
Il 6 aprile in Impact Wrestling vs Lucha Underground, ha perso un Six-Dance contro Matanza, coinvolgendo anche Moose, Caleb Konley, Jack Evans e Chavo Guerrero Jr. Il 22 aprile a Redemption, batte Petey Williams e mantiene il titolo X-Division. Il 3 maggio a Impact, ha mantenuto il titolo di X-Division battendo Taiji Ishimori. Il 17 maggio Ad Impact, perde con Austin Aries contro El Hijo del Fantasma e Pentagón Jr., viene annunciato che difenderà il titolo X-Division contro Fantasma la prossima settimana. Il 24 maggio a Impact, ha mantenuto il titolo X-Division battendo El Hijo del Fantasma. Il 7 giugno a Impact, arriva da Brian Cage che gli risponde mettendolo KO. 14 giugno a Impact, ha mantenuto il titolo battendo Brian Cage segnando in trasferta. Il 28 giugno ad Impact, batte Dezmond Xavier, dopo il match aiuta Kongo Kong ad attaccare Brian Cage.
Il 22 luglio allo Slammiversary, ha perso il titolo della X-Division contro Brian Cage. Il 26 luglio all'impatto, ha perso contro Brian Cage e non rivendica il titolo di X Division.
Il 9 agosto a Impact, ha perso contro Pentagón Jr. Il 23 agosto a Impact, batte Zachary Wentz.
Il 20 settembre a Impact, Rich Swann accetta di collaborare con Sydal contro i Lucha Brothers ma perderanno contro di loro. Il 4 ottobre a Impact, Sydal batte Rich Swann grazie a un intervento di Ethan Page che stava facendo il suo debutto a Impact. Il 14 ottobre in Bound for Glory 2018, Page e Sydal perdono contro Rich Swann e Willie Mack.
Il 1º novembre a Impact, Page e Sydal perdono contro The Latin American Xchange (Santana e Ortiz). Il 15 novembre a Impact, Sydal perde contro Johnny Impact.
Il 6 dicembre A Impact, Sydal perde contro Ethan Page in un match di qualificazione Ultimate X. In seguito, è costretto a sottoporsi a un intervento chirurgico al ginocchio.
Ha lasciato Impact quando il suo contratto è scaduto alla fine del 2018.

### All Elite Wrestling (2020–presente)
IL 5 settembre ha debuttato nella All Elite Wrestling nel pay-per-view All Out nella 21 man Casino Battle Royal ma è stato eliminato da Lance Archer.

## Personaggio

### Mosse finali

Matt Sydal mentre esegue la Air Bourne su The Miz

- Air Bourne / Shooting Sydal Press (Shooting star press)

## Titoli e riconoscimenti
- Dragon Gate

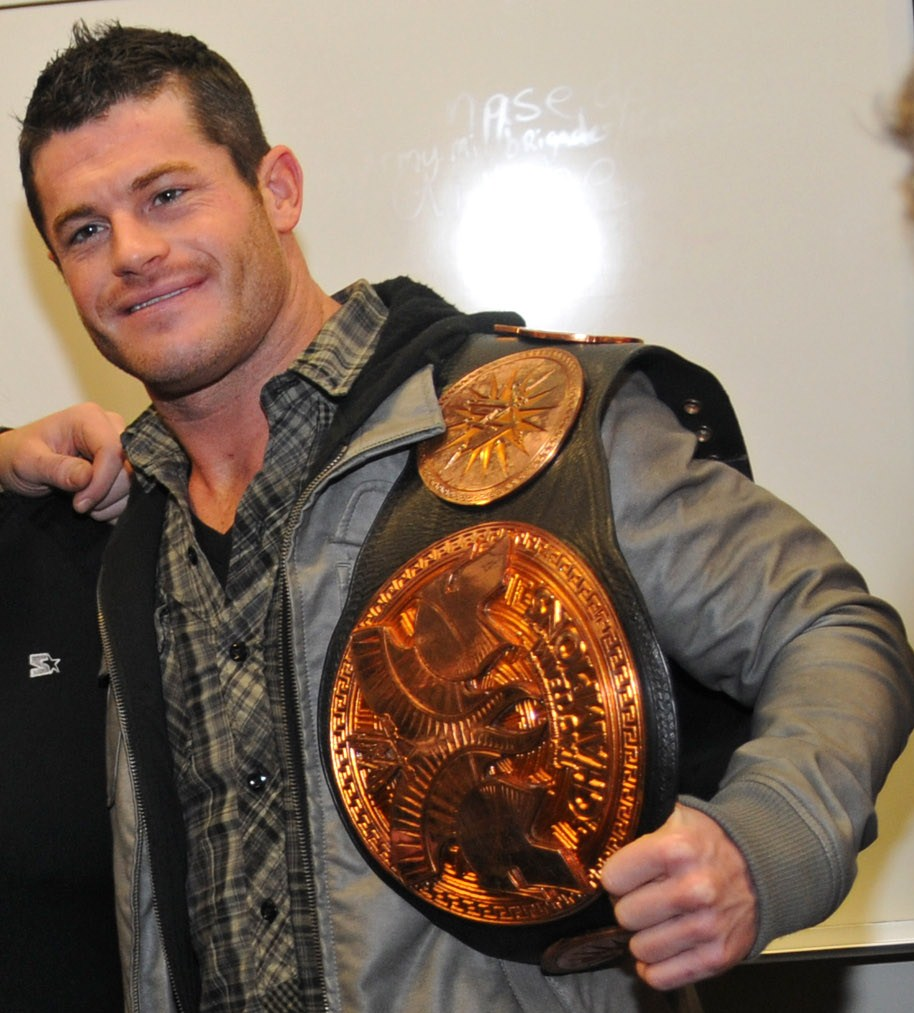
Evan Bourne con il WWE Tag Team Championship, titolo che ha vinto una volta con Kofi Kingston

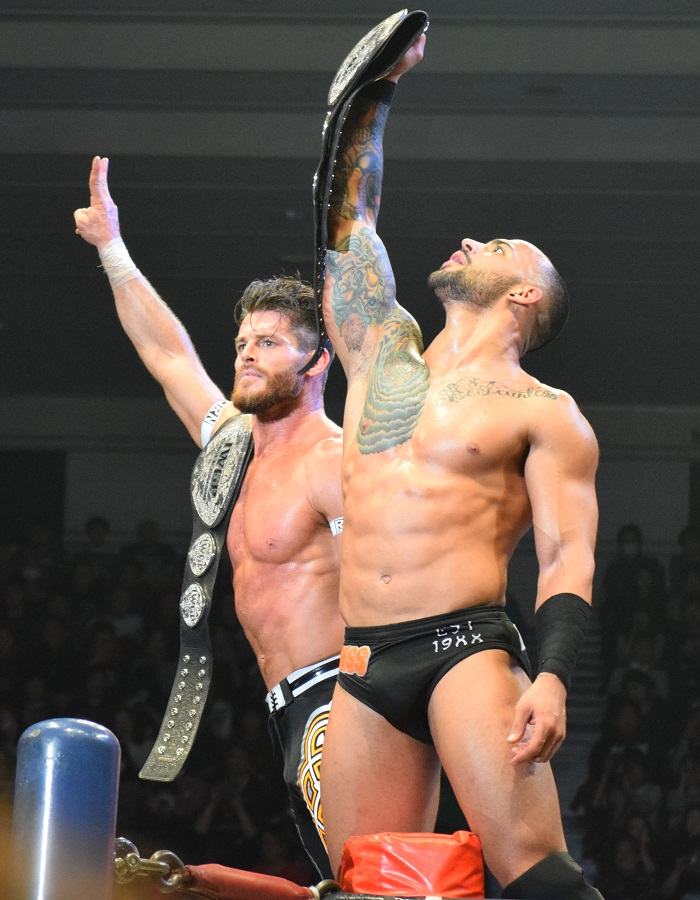
Matt Sydal e Ricochet (destra) con l'IWGP Junior Heavyweight Tag Team Championship, titolo che hanno vinto insieme due volte

  - Dragon Gate Open the Brave Gate Championship (1)
- Impact Wrestling
  - Impact Grand Championship (1)
  - Impact X Division Championship (1)
  - Sony SIX X Division Invitational Trophy (2017)
- Independent Wrestling Association Mid-South
  - IWA Mid-South Light Heavyweight Championship (1)
  - Ted Petty Invitational (2005)
- Israeli Pro Wrestling Association
  - IPWA Heavyweight Championship (1)
- New Japan Pro-Wrestling
  - IWGP Junior Heavyweight Tag Team Championship (2) – con Ricochet
  - NEVER Openweight 6-Man Tag Team Championship (1) – con Ricochet e Satoshi Kojima
  - Super Jr. Tag Tournament (2015) – con Ricochet
- National Wrestling Alliance
  - NWA Midwest X Division Championship (2)
- Ohio Valley Wrestling
  - OVW Heavyweight Championship (1)
- Pro Wrestling Fit
  - PWF Lord Of The World Championship (1)
- Pro Wrestling Illustrated
  - 63º tra i 500 migliori wrestler singoli nella PWI 500 (2010)
- Ring of Honor
  - ROH World Tag Team Championship (1) – con Christopher Daniels
- SoCal Uncensored
  - Match of the Year (2016) con Ricochet e Will Ospreay vs. Adam Cole e The Young Bucks
- WWE
  - WWE Tag Team Championship (1) – con Kofi Kingston
  - Slammy Award (1)
    - Best Finishing Maneuver (2008) Air Bourne
- Wrestling Observer Newsletter
  - Best Flying Wrestler (2008)
  - Best Wrestling Maneuver (2008) Shooting star press
  - Most Underrated (2009)